# Breite Straße 53 (Quedlinburg)

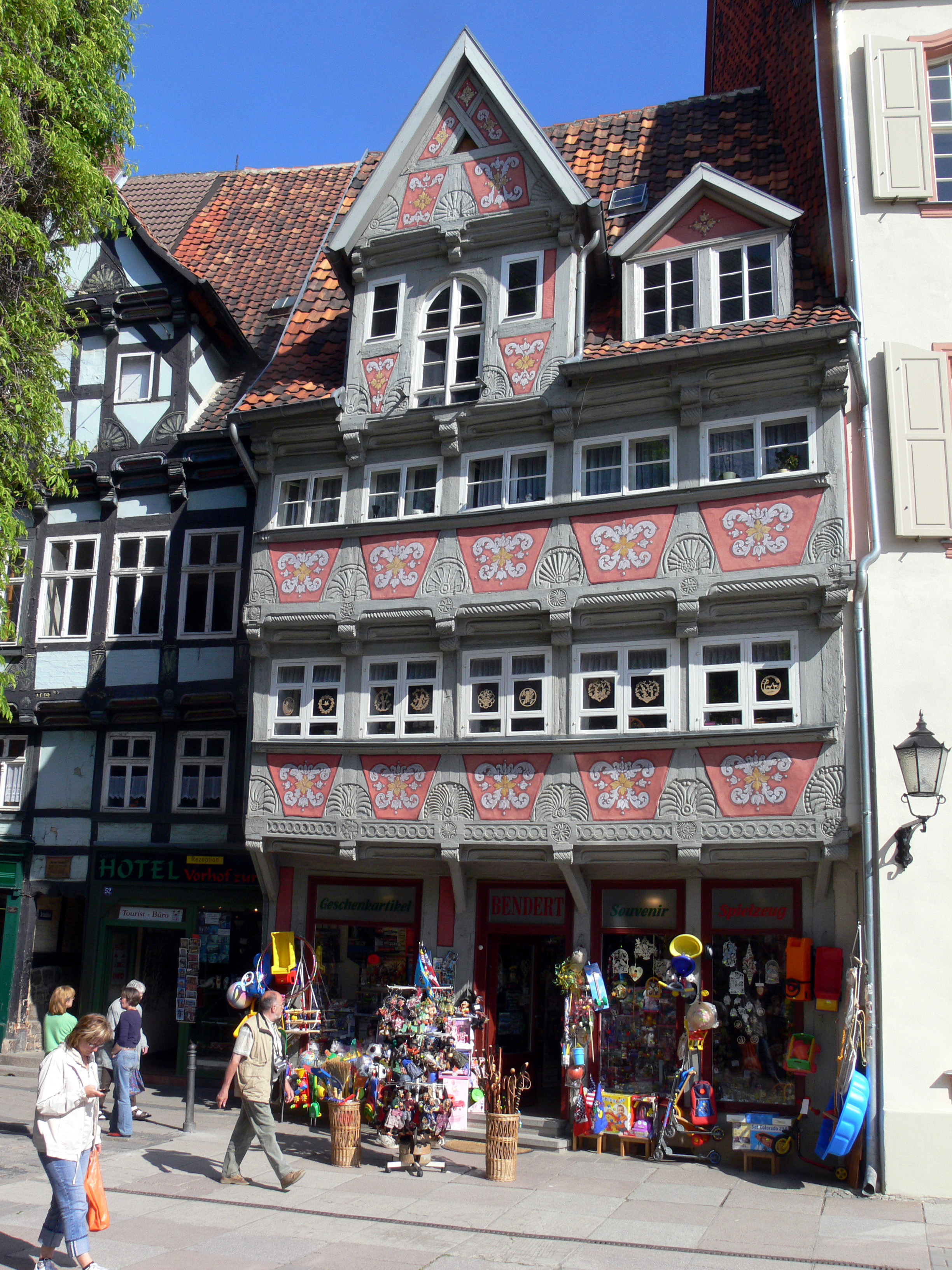
Haus Breite Straße 53

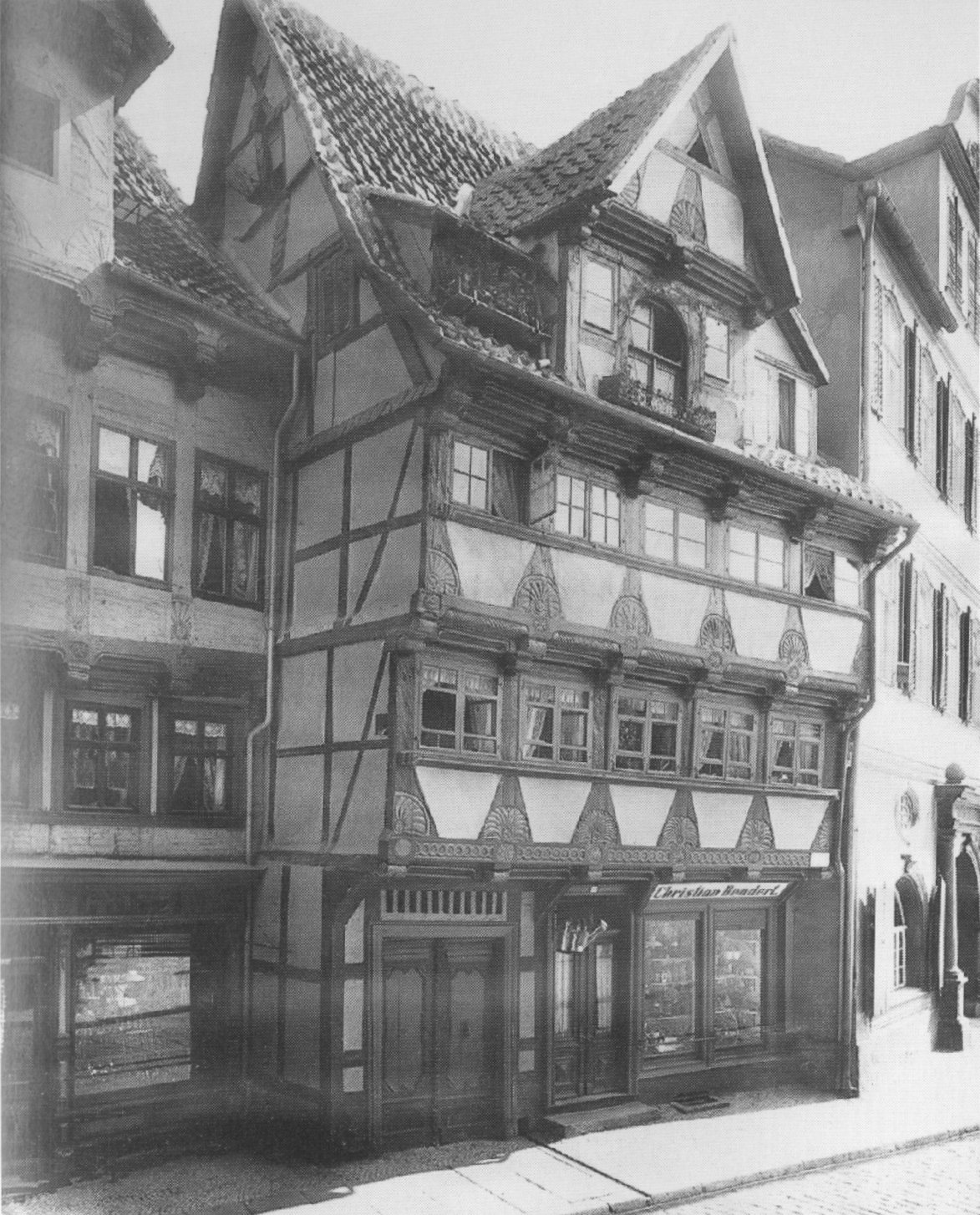
Breite Straße 53 um 1900

Das Haus Breite Straße 53 ist ein denkmalgeschütztes Gebäude in der Stadt Quedlinburg in Sachsen-Anhalt.

## Lage
Es befindet sich an der Einmündung der Breiten Straße auf den Marktplatz der Stadt, unmittelbar östlich des Rathauses Quedlinburg und gehört zum UNESCO-Weltkulturerbe. An der Nordseite des Hauses befindet sich das gleichfalls denkmalgeschützte und etwas ältere Schuhmachergildehaus, südlich grenzt das Haus Grünhagen an. Im Erdgeschoss des im Quedlinburger Denkmalverzeichnis eingetragenen Hauses befindet sich ein Geschäft für Spielwaren, Geschenkartikel und Souvenirs.

## Architektur
Das dreistöckige, weit zur Straße vorkragende Fachwerkhaus entstand im Jahr 1560 im Stil der Frührenaissance. Die Fassade stammt aus der Bauzeit des Hauses und ist reich mit Schnitzwerk und Malereien verziert. Sie wirkt daher in besonderer Weise malerisch. Als Zierelemente finden sich Fächerrosetten, Flechtband, Taustab, Schiffskehlen und Kerbschnittmotive, wie Sonnen, Sterne und Blumen. Die Fächerrosetten sind zum Teil von Rundstäben und Perlenreihen umgeben. Die Schwelle des ersten Obergeschosses ist mit einem Wellenband verziert. Die Enden der Deckenbalken sind mit profilierten Walzenköpfen geschmückt. Im zweiten Obergeschoss finden sich sogenannte falsche Balkenköpfe in Walzenform. Bemerkenswert und prägend für die Gestalt des Gebäudes sind die in ihren Abmessungen unverändert gebliebenen, kleinen, nach außen zu öffnenden, zweiflügeligen Fenster. In vielen anderen Gebäuden Quedlinburgs aus dieser Zeit wurden die Fenster im 18. oder 19. Jahrhundert verändert. Unterhalb der Fenster verlaufen Brüstungsriegel.
Die Fassadenbemalung mit Akanthusmotiven gilt als kunsthistorisch bedeutsam und ist für die Quedlinburger Fachwerkbauten ungewöhnlich. Sie entstand während einer barocken Umgestaltung des Hauses in der zweiten Hälfte des 17. Jahrhunderts. 
Besonders markant ist ein etwas links der Hausmitte befindlicher großer Zwerchgiebel mitsamt in Form eines Rundbogens gestalteter Ladeluke.

## Geschichte

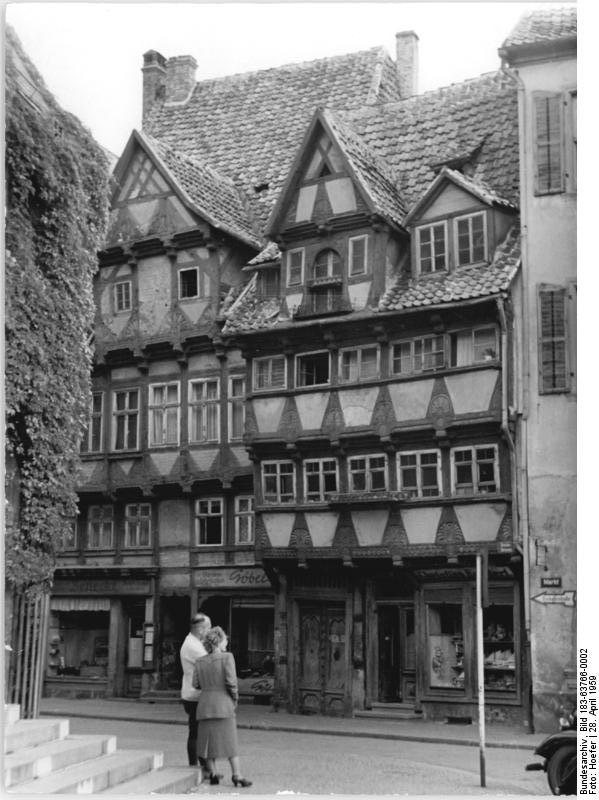
Haus im Jahr 1959

Das Haus stand über längere Zeiträume im Eigentum bekannter und angesehener Quedlinburger Apothekerfamilien. 1590 gehörte es dem Apotheker Martin Matz, 1610 Caspar Schütz und 1620 Matthies Wagner. Der Quedlinburger Bürgermeister Matthias Wagener wohnte dann ab 1636 im Haus. Nach dem Tod Wageners nutzte seine Witwe noch bis 1660 das Anwesen. Das Gebäude wurde dann von einem Kaufmann als Kaufmannshaus genutzt, der sowohl sein Handelsgeschäft als auch seine Wohnung hier unterbrachte. Ihm folgte ein Hutstaffierer nach. 1759 wurde der dort eine Nadlerei betreibende Johann Gottlieb Wurmstich Eigentümer. Er ist ein Vorfahr der heutigen Eigentümerfamilie Bendert, die seit sechs Generationen Eigentümer des Hauses ist. (Stand 2008)
Während das Fachwerk der oberen Stockwerke seit der Bauzeit weitgehend unverändert ist, wurde das Erdgeschoss im 19. Jahrhundert stark verändert. Die hier ursprünglich bestehenden weit vorkragenden Kopfstreben verschwanden dabei. Im Erdgeschoss befand sich auf der linken Seite ein großes zweiflügeliges Tor, durch das man auf den Hof fahren konnte. Daneben befand sich die Tür zum Ladengeschäft. 1895 wurde dieser Bereich nochmals umgestaltet. Es entstanden zwei große Schaufenster und eine zweiflügelige Eingangstür. 1910 wurde die Tordurchfahrt verschlossen und zu einer Kammer umgebaut. Auch die Eingangstür zur Straße wurde von innen verschlossen. Die zur nördlichen Giebelseite zeigende Ladenfront erhielt nun ebenfalls ein Schaufenster.
Zur Volkskammerwahl im Jahr 1950 war das Haus Breite Straße 53 mit dem Slogan Bewahrt das deutsche Haus vor Kriegsbrand. Wählt die Kandidaten des Friedens auf einem Wahlplakat abgebildet. 1961 wurde der Ladenbereich nochmals verändert.

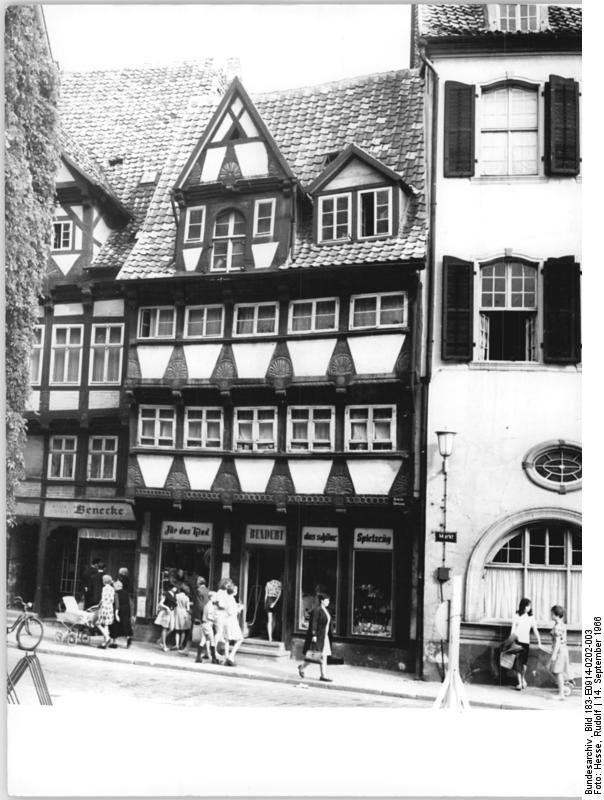
1966

1993 erfolgte eine Sanierung der Fassade. Dabei wurden in den Gefachen Reste der barocken Malereien mit hellgrauen Distelblüten und Akanthusblättern gefunden. Diese Farbgebung wurde freigelegt und restauriert.